# Manheulles
Manheulles ist eine französische Gemeinde mit 152 Einwohnern (Stand: 1. Januar 2022) im Département Meuse in der Region Grand Est (vor 2016: Lothringen). Die Gemeinde gehört zum Arrondissement Verdun, zum Kanton Étain und zum Gemeindeverband Territoire de Fresnes-en-Woëvre.

## Geographie
Die Gemeinde Manheulles liegt am Rand des Plateaus der Woëvre, 18 Kilometer ostsüdöstlich von Verdun. Umgeben wird Manheulles mit den Nachbargemeinden Grimaucourt-en-Woëvre im Norden, Ville-en-Woëvre im Nordosten, Fresnes-en-Woëvre im Südosten, Bonzée im Süden, Haudiomont im Westen, Ronvaux und Watronville im Nordwesten.
Die Autoroute A4 verläuft über das Gemeindegebiet.

## Bevölkerungsentwicklung
| Jahr                       | 1962 | 1968 | 1975 | 1982 | 1990 | 1999 | 2006 | 2012 | 2019 |
| Einwohner                  | 174  | 132  | 151  | 144  | 159  | 146  | 154  | 148  | 142  |
| Quellen: Cassini und INSEE |      |      |      |      |      |      |      |      |      |

## Sehenswürdigkeiten
- Kirche der Himmelfahrt der Heiligen Jungfrau (Église de l’Assomption-de-la-Sainte-Vierge), erbaut im 12. Jahrhundert, 1750 umgebaut, im Ersten Weltkrieg zerstört und 1929 wieder aufgebaut

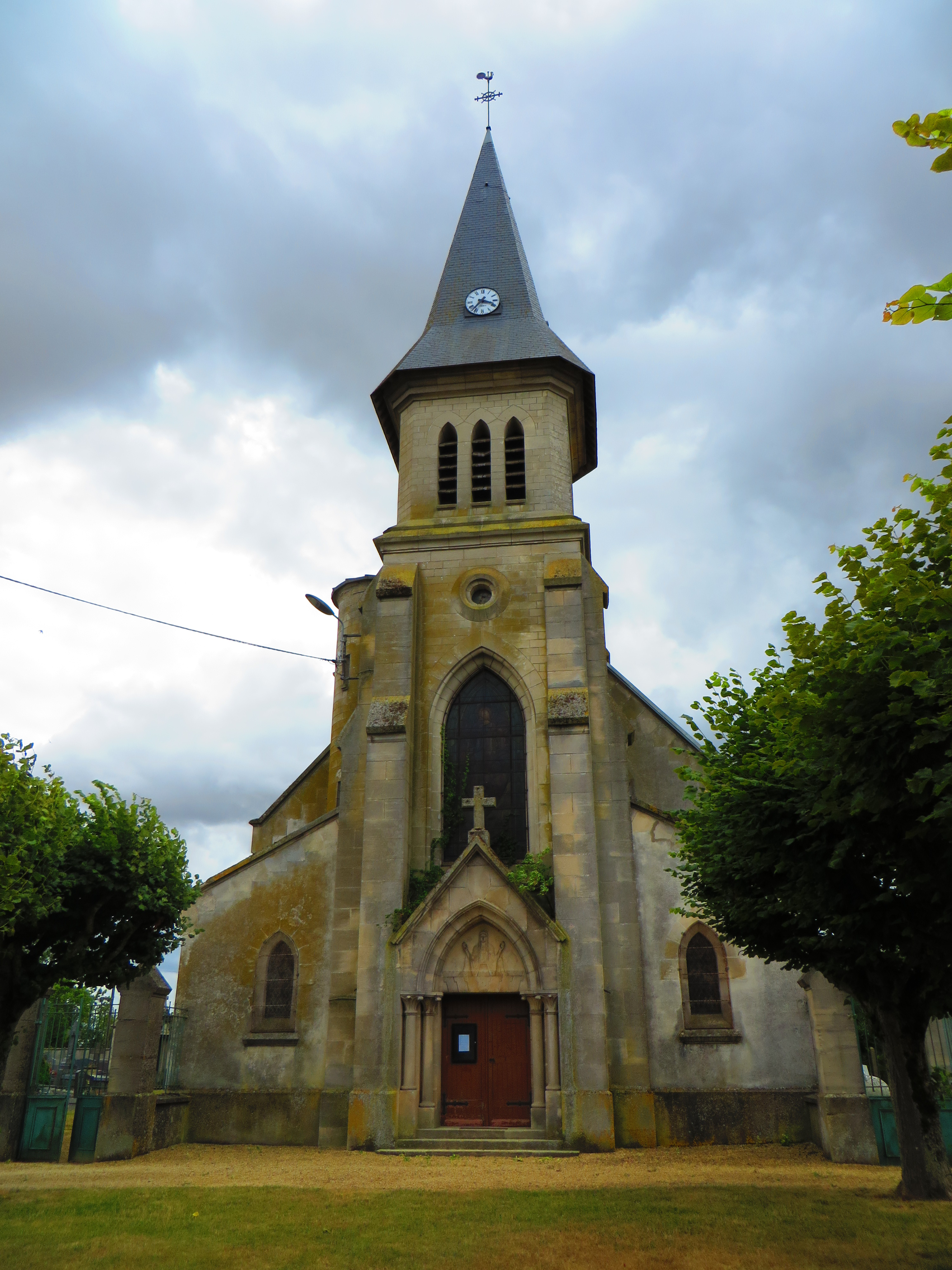
Kirche der Himmelfahrt der Heiligen Jungfrau

## Persönlichkeiten
- Jean-Auguste Margueritte (1823–1870), französischer General